# 胡璉 (弘治進士)
胡璉（1469年—1543年），字重器，别号南津，直隸淮安府沭陽縣人，明朝戶部右侍郎、弘治進士。

## 生平
弘治八年（1495年）乙卯科應天府鄉試第一百十三名舉人，弘治十八年（1505年）乙丑科進士。歷官南京刑部署郎中事主事，正德七年（1512年）冬十月升福建按察使佥事、督理漳南军务。
正德十六年（1521年），擔任廣東按察司副使。嘉靖四年（1525年）七月，升任廣東布政使司右參政、廣東左參政。嘉靖七年，擔任江西按察使。次年改為浙江布政司右布政使、左布政使。同年，升都察院右副都御史、廵視浙江兼制福建沿海地方、江西等地。嘉靖十年，升任南京刑部右侍郎，十二年四月致仕。嘉靖十五年詔令起用，十六年四月起任戶部右侍郎，兼都察院僉都御史、總督雲貴粮餉，十八年九月致仕歸，二十二年五月卒，賜祭葬。

## 著作
著有《南津诗集》行世。

## 家族
曾祖胡輔；祖父胡友良；父胡綱，遇例冠帶。母趙氏。具慶下。兄瑄、珣。
胡璉一門三進士、兩舉人，長子胡效才、次子胡效忠、三子胡效谟。胡效忠有子胡应征、胡应嘉。